# 哈當爾國家公園
哈當爾國家公園（挪威語：Hardangervidda nasjonalpark）是挪威的一個國家公園，面積3422平方公里，是挪威面積最大的國家公園。哈當爾國家公園成立於1981年，是遠足、登山、賞楓、釣魚和越野滑雪旅遊勝地。並且擁有世界最大的訓練棲息地。